# Бусе (Ендр и Лоара)
Бусе (фр. Boussay) је насељено место у Француској у региону Центар, у департману Ендр и Лоара.
По подацима из 2011. године у општини је живело 255 становника, а густина насељености је износила 9,26 становника/km².

## Демографија
| 1962. | 1968. | 1975. | 1982. | 1990. | 2011. |
| ----- | ----- | ----- | ----- | ----- | ----- |
| 364   | 340   | 287   | 271   | 269   | 255   |